# 韦勒舍夫勒和库尔伯南
韦勒舍夫勒和库尔伯南（法語：Vellechevreux-et-Courbenans，發音：[vɛlʃəvʁø e kuʁbənɑ̃]）是法国上索恩省吕尔区的旧市镇。2025年1月1日，韦勒舍夫勒和库尔伯南与邻近的2个市镇合并为新市镇贝勒方丹，并成为了贝勒方丹的委派市镇。

## 地理
韦勒舍夫勒和库尔伯南（47°32'24"N, 6°32'19"E）面积9.14 平方千米，位于法国勃艮第-弗朗什-孔泰大區上索恩省，该省份为法国东部内陆省份，北起顺时针与孚日省、贝尔福地区省、杜省、汝拉省、科多尔省和上马恩省接壤。
与韦勒舍夫勒和库尔伯南接壤的市镇（或旧市镇、城区）包括：瑟纳尔让-米尼亚方、热蒙瓦勒、马尔沃利斯、库尔沙通、若尔方、圣费尔热。
韦勒舍夫勒和库尔伯南的时区为UTC+01:00、UTC+02:00（夏令时）。

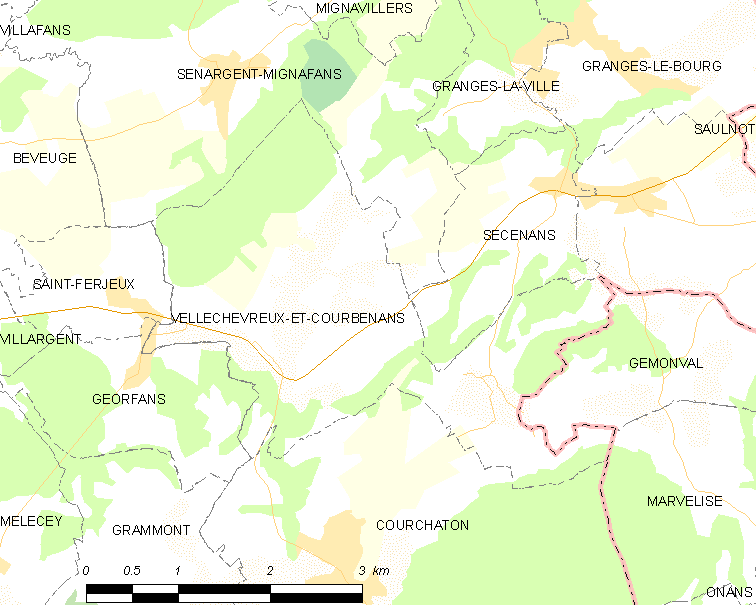
韦勒舍夫勒和库尔伯南的OSM定位图

## 行政
韦勒舍夫勒和库尔伯南的邮政编码为70110，INSEE市镇编码为70530。

## 政治
韦勒舍夫勒和库尔伯南所属的省级选区为维莱塞克塞勒县。

## 人口

1962-2008年间韦勒舍夫勒和库尔伯南人口变化图示

韦勒舍夫勒和库尔伯南于2022年1月1日时的人口数量为118人。